# أبو محذورة الجمحي
أبو محذورة الجمحي، من صحابة النبي محمد، وهو قرشي جمحي. أمره النبي بالأذان في مكة عند العودة من غزوة حنين، وظل يؤذن فيها حتى توفي في مكة عام 59 هـ/ 678م.

## سيرته
اختلف في اسمه فقيل سمرة بن معير وقيل أوس بن ربيعة، بن ربيعة بن سعد بن جمح، أمه خزاعية، كان له أخ اسمه أُنيس، قتل يوم بدر كافرًا، ذكر محمد بن سعد البغدادي أنه أسلم يوم فتح مكة. وَلَدَ أبو مَحْذُورَةَ: عبدَ الملك لأم ولد، وحذيْرًا وأمه يَمَانِية.
قال الذهبي: «كان من أندى الناس صوتا وأطيبه»، أمره النبي بالآذان في مكة عند العودة من غزوة حنين، قال أبو محذورة: «لما رجع النبي من حنين، خرجت عاشر عشرة من مكة نطلبهم، فسمعتهم يؤذنون للصلاة، فقمنا نؤذن نستهزئ. فقال النبي ﷺ: لقد سمعت في هؤلاء تأذين إنسان حسن الصوت، فأرسل إلينا، فأذنا رجلا رجلا، فكنت آخرهم، فقال حين أذنت : تعال، فأجلسني بين يديه، فمسح على ناصيتي، وبارك علي ثلاث مرات، ثم قال : اذهب فأذن عند البيت الحرام، قلت : كيف يا رسول الله؟ فعلمني الأولى كما يؤذنون بها، وفي الصبح الصلاة خير من النوم وعلمني الإقامة مرتين مرتين.»، قال الواقدي: «كان أبو محذورة، يؤذن بمكة إلى أن توفي سنة تسع وخمسين فبقي الأذان في ولده وولد ولده إلى اليوم بمكة.».
ولما مسح النبي على رأسه أصبح لا يحلق شعر رأسه، ويقول: «ما كنت لآخذ شعرًا مسح عليه رسول الله ﷺ ودعا فيه بالبركة». وأنشد مصعب بن عبد الله الزبيري لبعض شعراء قريش شعرًا يذكره، فقال:
وفي عهد عمر بن الخطاب حين قدم مكة، وسمع آذانه قال له: «ما أندى صوتك! أما تخشى أن ينشق مريطاؤك من شدة صوتك؟» قال: «يا أمير المؤمنين، قدمت، فأحببت أن أسمعك صوتي» قال: «يا أبا محذورة إنك بأرض شديدة الحر، فأبرد عن الصلاة ثم أبرد عنها، ثم أذن ثم أقم، تجدني عندك».
لم يهاجر أبو محذورة بل أقام بمكة إلى أن مات بعد موت سمرة بن جندب، مات سنة 59 هـ، وقيل: سنة 79 هـ.

## روايته للحديث النبوي
روى أبو محذورة عدة أحاديث نبوية، وحديثه في صحيح مسلم والسنن الأربعة، حدث عنه ابنه عبد الملك وزوجته، والأسود بن يزيد النخعي، وعبد الله بن محيريز الجمحي، وابن أبي مليكة، وآخرون.

## وفاته
توفي أبو محذورة في مكة سنة 59هـ/ 678م، وقيل في سنة 69هـ/ 688م.